# Вишня Ядлова
Вишня Ядлова (словац. Vyšná Jedľová) — село в Словаччині, Свидницькому окрузі Пряшівського краю. Розташоване в північно-східній частині Словаччини на ріці Ондава; протікає Єдльовський потік.
Уперше згадується у 1572 році.

## Пам'ятки
У селі є греко-католицька церква святих Кузьми та Дем'яна збудована в 1828 році в стилі класицизму. З 1988 року національна культурна пам'ятка. 
Крім неї є також православна церква святих Кузьми та Дем'яна з 1994 року.

## Населення
| Рік:            | 1994. | 2004.   | 2014.   | 2024.   |
| --------------- | ----- | ------- | ------- | ------- |
| Кількість осіб: | 189   | 188     | 193     | 185     |
| Різниця:        |       | -0,52 % | +2,65 % | -4,14 % |

| Рік:            | 2023. | 2024.   |
| --------------- | ----- | ------- |
| Кількість осіб: | 181   | 185     |
| Різниця:        |       | +2,20 % |

В селі проживає 202 осіб.
Національний склад населення (за даними останнього перепису населення — 2001 року):
- русини — 50,29 %
- словаки — 41,62 %
- українці — 7,51 %

Склад населення за приналежністю до релігії станом на 2001 рік:
- православні — 79,19 %,
- греко-католики — 9,83 %,
- римо-католики — 8,09 %,
- не вважають себе віруючими або не належать до жодної вищезгаданої церкви- 2,89 %

### Видатні постаті
- Діониз Дюришин (1929—1997) — в селі народився видатний словацький літературознавець, який займався передусім проблемами літературної компаратистики та перекладу, його твори перекладені на 18 мов світу, син місцевого греко-католицького священика.